# 카테리나 다 시에나
시에나의 성녀 가타리나(이탈리아어: Santa Caterina da Siena, 라틴어: Sancta Catharina Senensis 상타 카타리나 세넨시스[*], 1347년 3월 25일 - 1380년 4월 29일)는 이탈리아의 도미니코회 제3회 소속 스콜라 철학자이자 기독교 신학자이다. 또한, 이탈리아 도시국가들 간의 평화를 위하여 노력하는 가운데 특히 교황의 권리와 자유를 옹호하여 교황 그레고리오 11세가 아비뇽을 떠나 로마로 귀환하는 데 앞장섰다. 자신의 신비 체험을 모아 책으로 남긴 그녀는 1380년에 선종하였고, 1461년에 시성되었다. 1866년 6월 18일 이래 가타리나는 아시시의 프란치스코와 더불어 이탈리아의 공동 수호성인으로 공경받고 있다. 1970년 10월 3일 교황 바오로 6세는 그녀를 교회학자로 선언하였으며, 1999년 10월 1일 교황 요한 바오로 2세는 그녀를 누르시아의 베네딕토, 성 치릴로와 성 메토디오, 스웨덴의 비르지타, 십자가의 데레사 베네딕타와 더불어 유럽의 공동 수호성인으로 지정하였다.

## 생애

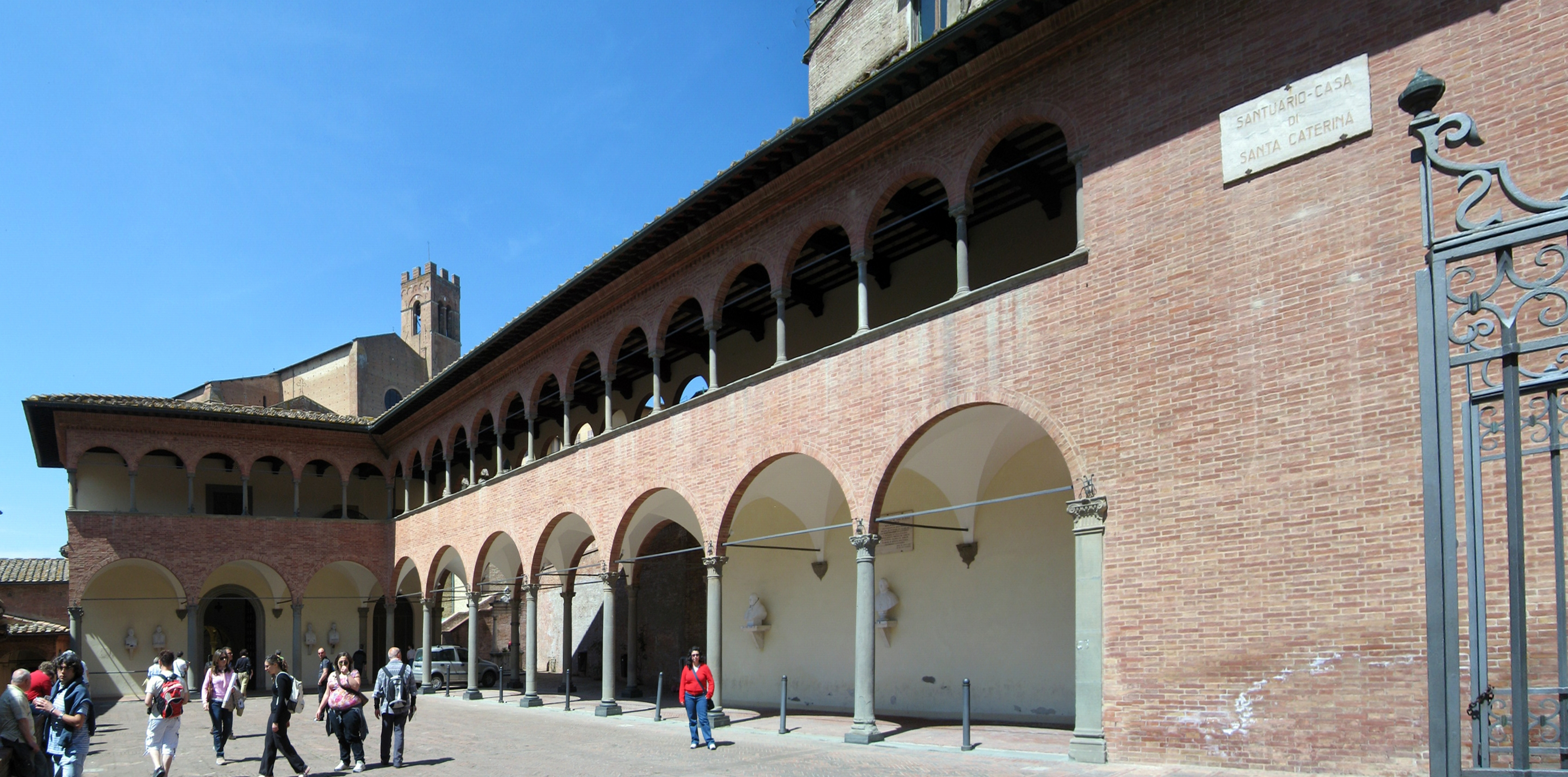
시에나에 있는 성녀 가타리나의 생가.

카테리나 디 자코모 디 베닌카사(Caterina di Giacomo di Benincasa)는 1347년 3월 25일 당시 흑사병으로 황폐화된 이탈리아 시에나에서 직물 염색업자 자코모 디 베닌카사와 지역 시인의 딸로 전해지는 라파 피아겐티 사이에서 태어났다. 가타리나의 생가는 아직도 시에나에 건재하다. 그녀와 그녀의 언니 지오바나는 어머니 라파가 거의 40세가 되던 무렵에 태어났다. 자코모와 라파는 두 자매 외에도 이전에 22명의 아이를 낳았지만, 그 중의 절반이 어린 나이에 생을 마감하였다. 지오바나는 유모의 손에 맡겨져 얼마 못가 사망한 반면에 가타리나는 친모의 보살핌을 받으며 건강하게 자랐다. 가타리나가 2세가 된 해에 라파는 25번째 아이를 낳았는데, 그녀의 이름을 지오바나라고 지었다. 어린 시절의 가타리나는 매우 명랑한 성격이었으며, 그런 그녀에게 가족들은 고대 그리스 신화에 나오는 삼미신의 하나인 ‘에우프로시네’라는 애칭을 붙여 주었다. 이 애칭은 기쁨 또는 즐거움을 뜻하는 그리스어이며, 초기 기독교의 성녀 가운데에도 이러한 이름을 가진 사람(알렉산드리아의 에우프로시네)이 있었다.
가타리나의 고해 사제이자 도미니코회 총장인 카푸아의 레이문도가 쓴 기록에 의하면, 가타리나는 5세 또는 6세 때 처음으로 그리스도의 발현을 목격했다고 한다. 어느 날 오빠와 함께 혼인한 언니의 집을 방문하러 가던 길에 그녀는 문득 하늘을 쳐다보았더니 갑자기 성 도미니코 성당의 지붕 위로 임금들의 임금인 그리스도가 빛나는 옥좌에 앉아 있는 모습을 보았다. 그리고 성 베드로와 성 바오로와 성 요한이 그리스도와 함께 있었다. 가타리나를 부드러운 사랑의 눈길로 내려다 본 그리스도는 성호를 세 번 그으면서 강복을 내렸다. 이 순간부터 가타리나는 더는 어린아이가 아니었다. 그녀는 동정의 서원을 하고, 평생 그리스도를 위해 살아가기로 결심했다고 한다.
가타리나의 가장 큰 언니인 보나벤투라는 출산 직후 사망하였다. 가타리나는 언니를 잃은 슬픔이 채 가시기도 전에 16세의 나이에 보나벤투라의 남편과 혼인시키려고 하는 부모의 뜻에 맞서야만 했다. 가타리나는 보나벤투라의 남편과의 혼사에 승복하지 않겠다는 뜻에서 무언의 시위로 일정 금식하였다. 이 방법은 사망한 그녀의 언니 보나벤투라로부터 배운 방식이었다. 보나벤투라는 충실하지 못한 남편을 훈육하는 차원에서 금식하는 방식을 자주 사용하였다. 보나벤투라는 생전에 단식의 위력을 가타리나에게 가르쳐 주었다. 가타리나는 또한 남자에게 매력적으로 보이도록 외모를 좀 더 가꾸라는 어머니의 지나친 간섭에 항의의 표시로 자신의 긴 머리카락을 잘라버림으로써 어머니를 실망시키기도 하였다.

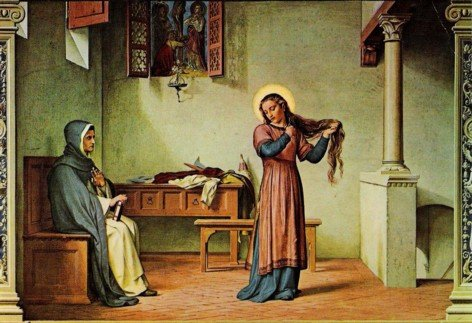
톰마소 델라 폰테 수사 앞에서 자신의 긴 머리카락을 자르는 성녀 가타리나.

가타리나는 훗날 힘든 시기를 겪고 있던 카푸아의 레이문도에게 자신이 10대 시절에 했던 것처럼 행동하라고 충고하면서 다음과 같이 말했다. “당신의 마음 속에 당신이 절대로 벗어날 수 없는 독방을 만드세요.” 이 자기 마음 속에 있는 독방에서 가타리나는 자신의 아버지를 그리스도로, 자신의 어머니를 성모 마리아로, 그리고 자신의 오빠들을 사도의 표상으로 삼았다. 그리하여 자신의 가족들에 대해 겸손한 태도로 일관하며 섬겼으며 이는 그녀가 영적으로 한층 성장하는데 밑거름이 되었다. 그러나 한편으로는 자신에게 결혼을 강권하는 어머니의 뜻에 저항했으며, 그 대신 수도 생활을 갈망하였다. 특별히 그녀는 수도원을 벗어나 외부에서 활동하며 기도하는 도미니코회원들과 같은 삶을 동경하였다. 결국 가타리나의 아버지는 포기하고 그녀가 원하는 대로 살아가도록 허락해 주었다.
결정적으로 도미니코의 발현을 체험한 이후 그가 설립한 도미니코회에 입회하기로 가타리나는 마음 먹었지만, 그녀의 어머니는 달가워하지 않았다. 그런데 이때부터 카타리나는 수많은 영적 유혹도 당하게 된다. 그녀의 마음에 끊임없이 정결치 못한 생각이나 상상이 일어났다. 이에 가타리나는 이틀에 30분만 자는 고행에 나섰는데, 당연히 건강이 급속히 나빠졌다. 가타리나의 어머니는 딸의 건강을 위해 반뇨비뇨니에 있는 목욕탕으로 데리고 갔다. 당시 가타리나는 지독한 발진과 열병, 통증을 수반한 중병에 걸려 있었는데, 이는 운 좋게도 결국 그녀의 어머니가 가타리나가 도미니코 제3회인 만텔라테회에 입회하는 것을 허락하도록 마음을 돌리는 계기가 되었다. 가타리나의 어머니는 도미니코회 수녀원에 찾아가서 수녀들에게 자신의 딸이 입회할 수 있도록 받아들여 달라고 간청하였다. 이후 수일 만에 가타리나는 완전히 건강을 회복하여 침상에서 일어났으며, 도미니코 제3회의 검은색과 흰색 수도복을 입게 되었다. 당시만 하더라도 도미니코 제3회는 미망인들만 구성되어 있었기 때문에 기존에 있던 수녀들은 가타리나의 입회에 대해 강하게 반발하였지만, 가타리나는 이를 무릅쓰고 도미니코회 장상들로부터 수도복을 받았다. 이 회는 수도원에 들어가서 동료들과 공동체 생활을 하지 않고 세속에 있으면서 성 도미니코의 정신을 따라 가능한 한 복음의 권고를 실천하며 영혼 구원을 위해 노력하는 회였기 때문에 그녀는 이전과 같이 집에서 자기 가족과 함께 살았다. 도미니코 제3회에서는 그녀에게 글씨를 읽는 법을 가르쳤으며, 가타리나는 사실상 집에서 홀로 정적인 침묵과 고독 속에서 살았다.

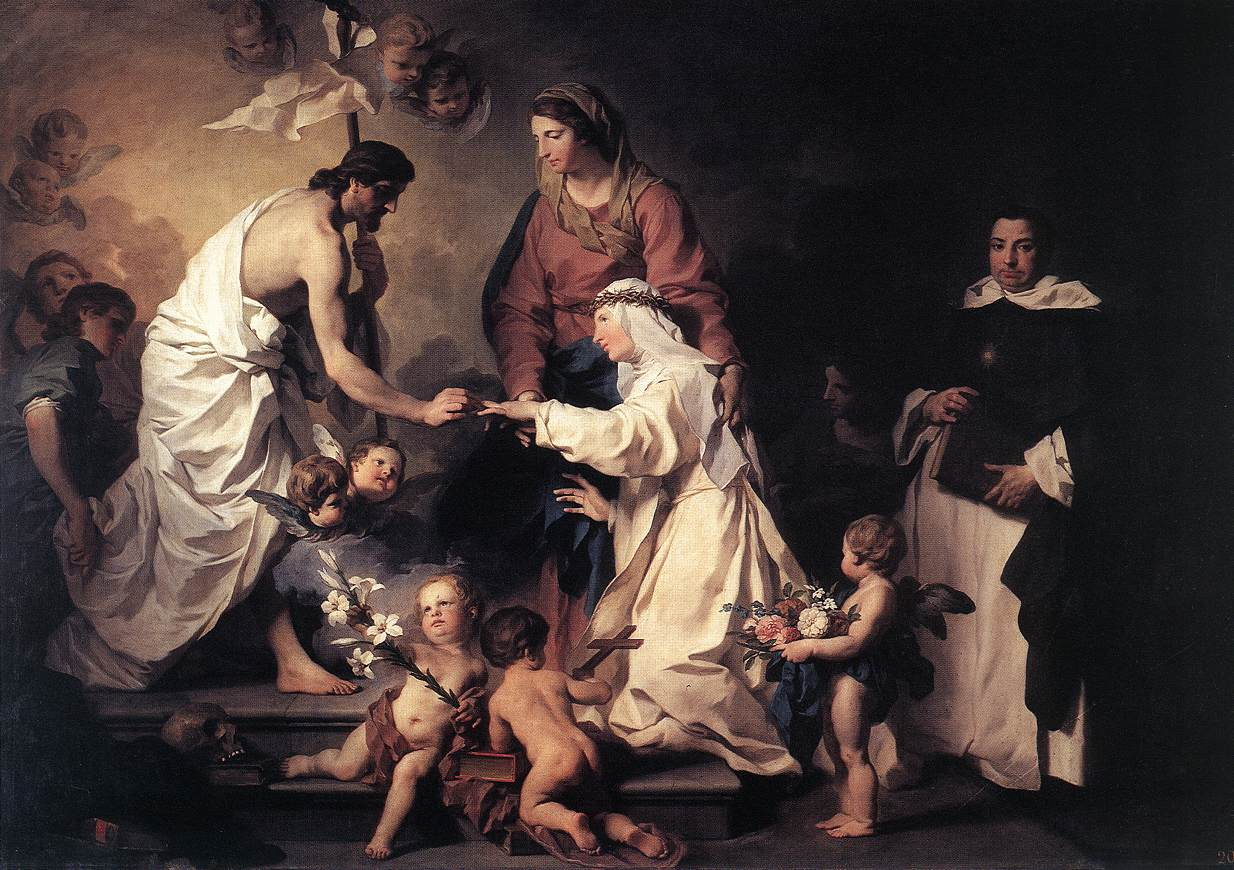
리치의 성녀 가타리나의 영적 혼인

1368년 21세가 된 가타리나는 편지에서 자신이 그리스도와 ‘영적 혼인’이라고 불리는 신비스러운 체험을 했다고 기술하였는데, 이는 훗날 기독교 미술에서 인기 있는 주제가 되었다. 어느 날 수많은 천사에게 둘러싸인 성모 마리아와 성 요한, 그리고 성 바오로와 성 도미니코가 가타리나 앞에 나타났으며, 다윗 왕이 하프로 아름다운 음악을 연주하는 동안, 마리아는 가타리나의 손을 잡아서 그리스도의 손에 쥐어주었다. 그러자 그리스도는 가타리나의 손가락에 금으로 된 반지를 끼워주며 “나에 대한 사랑으로 나만을 찬미하기 위하여 너는 모든 세속적인 즐거움과 욕망을 억제했으므로, 너의 창조주이며 구원자인 내가 너와 나 사이에 약혼을 맺는다. 나는 네게 결코 흔들리지 않는 신앙을 선물하겠노라. 두려워하지 마라. 너는 신앙의 갑옷으로 보호를 받을 것이고, 모든 적들을 이겨내리라.” 하고 말했다고 한다. 레이문도는 또한 그리스도가 가타리나에게 봉쇄 생활이 아닌 대중 속에 섞인 삶을 살 것을 지시했다고 기록하였다. 그리스도의 명령에 따라 가타리나는 자신의 가족과 다시 어울리면서 시내를 돌아다니며 가난한 사람들과 병자들에 대한 봉사 활동을 몸을 아끼지 않고 열심히 하였다. 특히 나병과 흑사병 같은 무서운 전염병에 걸린 자들도 정성껏 간호해 주고, 다른 사람의 집까지 청소해주는 등 그녀의 열심은 주위 사람들에게 탄성을 자아내게 만들었다. 이러한 그녀의 모습은 세상에 널리 알려지기 시작했으며 많은 사람이 몰려들어 그녀로부터 영적인 권고와 지혜를 구했다. 가타리나는 그들을 가족이라고 불렀고, 그들은 그녀를 어머니라고 불렀다. 일부 사람들은 이러한 가타리나를 시기하여 근거없는 모함을 하였으나 그녀는 조금도 나무라지 않고 오히려 그러한 사람들에게는 더욱 친절히 대하며 봉사를 하였다.
이러한 사회적 영향력을 통해 가타리나는 시에나에서 정치적·사회적 긴장이 고조되어 가자 정치인들 간의 중재에 나섰다. 그녀는 1374년 피렌체를 처음으로 방문했는데, 아마도 가타리나에 대한 열렬한 지지자들이 생기자 혹시 협잡꾼이 아닌가 하여 고발됨에 따라 그 해 5월 피렌체에 소집된 도미니코회 총회 석상에 출두하여 증언하기 위해서였던 것으로 보인다. 그 당시 카푸아의 레이문도가 그녀의 고해 사제이자 영적 지도자로 임명되었으나, 곧 그녀의 추종자가 되었고, 후일에는 그녀의 전기 작가가 되었다.

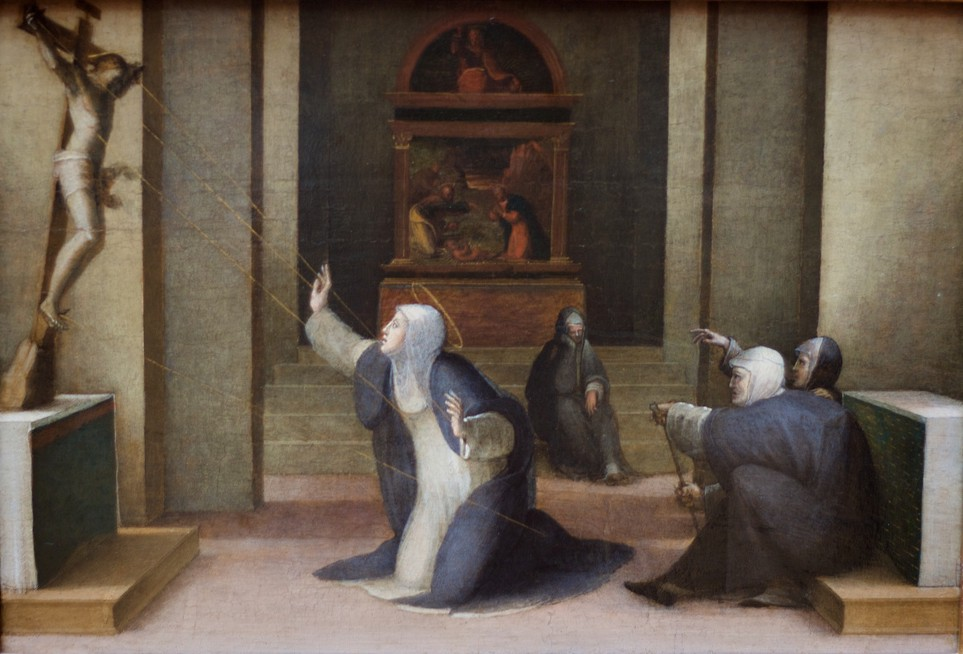
도메니코 베카푸미의 성흔을 받는 시에나의 성녀 가타리나.

이후 가타리나는 동료들과 함께 이탈리아 북부 및 중부 지역을 돌아다니면서 성직자들의 개혁을 촉구하는 한편 이는 하느님에 대한 온전한 사랑을 통해서만 가능하다고 역설하였다. 1375년 피사를 방문한 그녀는 당시 피사와 루카에 만연한 반교황주의 열풍을 잠재우고 반교황 동맹과의 연합을 깨뜨리기 위해 자신의 영향력을 행사하였다. 또한 그녀는 십자군 운동을 다시 한 번 촉진하는데 자신의 열정을 쏟았다. 카푸아의 레이문도가 쓴 성녀 가타리나 전기에 의하면, 가타리나는 1375년 피사를 방문해 미사에 참례한 도중에 성흔을 받았다고 한다. 그러나 이 오상은 생전에는 그녀 자신 외에는 아무도 볼 수 없었으며, 그녀가 선종할 즈음에는 확연히 드러났다고 한다.
가타리나는 단지 여행을 통해서만 당시 심한 갈등과 대립으로 치닫고 있던 유럽의 평화를 도모하지는 않았다. 1375년부터 그녀는 필경사를 시켜 자신의 말을 글로 써서 편지를 보내게 했다. 위정자들에게 보내진 그녀의 서신은 당시 이탈리아에 난립한 수많은 도시국가들 사이의 평화를 지킬 것을 역설했을 뿐만 아니라 거의 75년 전부터 계속되던 교황좌의 아비뇽 유수가 하루속히 종식되어 교황이 본래의 주교좌가 있는 로마로 돌아와야 한다고 역설함으로써 각 국의 지도자들과 고위 성직자들 역시 가타리나의 주장에 감복하여 그녀의 열렬한 추종자 대열에 합류하게 되었다. 특히 그녀는 교황 그레고리오 11세와 오랫동안 서신을 주고 받으면서, 그에게 성직자들과 교황령 행정의 쇄신을 요청하였다.
1375년 말경에 가타리나는 처형당할 위기에 놓인 정치범 니콜로 디 툴도를 돕기 위해 시에나로 급히 돌아왔다. 1376년 3월 31일 교황 그레고리오 13세가 피렌체 공화국 전체에 성무 금지령을 내리자 교황청과 피렌체를 화해시키기 위해 피렌체의 사절 자격으로 직접 교황이 있는 아비뇽으로 갔다. 그러나 그녀의 중재는 성공하지 못했다. 게다가 가타리나가 양측의 중재를 위한 토대를 마련하자마자 피렌체인들은 그녀를 버리고 대신 독자적인 협상을 위해 사절단을 파견하였다. 이에 가타리나는 적절히 신랄한 내용으로 비판하는 편지를 피렌체 정부에 보냈다. 그녀는 아비뇽에 머무르는 동안 교황 그레고리오 11세에게 로마로 돌아갈 것을 설득하기도 하였다. 실제로 그레고리오 11세는 1377년 1월 자신의 교구인 로마로 환국하였다. 그의 로마 환국에 있어 가타리나가 어느 정도 영향력을 미쳤는지에 대해서는 오늘날에도 자주 논쟁의 대상이 되곤 한다.
1377년 1월 16일 시에나로 돌아온 가타리나는 교황의 허락을 받아 시에나 시 외곽에 있는 벨카로 고성을 인수하여 엄격한 규율을 준수하는 수녀원으로 개조하여, 그곳에서 몇달 간 지냈다. 1377년 후반에 그녀는 시에나에서 32킬로미터 정도 떨어진 로카도르치아에서 평화와 화해를 조성하고 대중을 상대로 강의하는 등 현지 지도에 나섰다. 비록 가타리나는 여전히 편지를 작성할 때 필경사를 통한 대필에 많이 의존한 것으로 보이지만, 1377년 가을 동안에는 《대화록》을 쓰는 경험을 통해 본인이 직접 글을 쓰는 방법을 익혔다.
1377년 말 또는 1378년 초에 가타리나는 그레고리오 11세의 지시에 따라 피렌체 공화국과 교황령 사이의 평화를 다시 모색하기 위해 피렌체를 방문하였다. 1328년 3월 교황 그레고리오 11세가 선종하자, 같은 해 6월 18일 하층 노동자인 소모공(치옴피)들이 피렌체에서 봉기를 일으켰으며, 이에 폭동과 아비규환이 벌어진 가운데 가타리나는 하마터면 목숨을 잃을 뻔 하였다. 최종적으로 1378년 7월 피렌체와 로마 사이에 평화 관계가 구축되었으며, 가타리나는 피렌체에 조용히 다시 들어갔다.
1378년 11월 말에 서유럽 세계에 다시 갈등이 조장되어 서방 교회의 분열이 일어나게 되었다. 교황이 처음에는 2명, 나중에는 3명으로 늘어나 난립하게 되면서 그리스도교 세계가 일치되지 못하고 서로 자신들의 교황을 내세우며 적대적인 상태에 놓여 있었다. 정통 교황 우르바노 6세는 긴급히 가타리나를 로마로 불렀다. 가타리나는 우르바노 6세의 궁정에 머물면서 그의 지위를 곤고히 하기 위해 많은 귀족 및 고위 성직자들과 만나거나 그들에게 서신을 보내면서 우르바노 6세의 정통성을 적극 지지하면서 그들을 설득하려고 노력하였다.
더불어 가타리나는 수년 동안 엄격한 금식 생활을 하였으며, 매일 미사에 참례하여 영성체하였다. 이러한 극단적인 금식으로 인해 가타리나의 건강이 날로 나빠질 것을 염려한 수녀들과 그녀의 고해 사제인 레이문도는 그녀에게 제대로 된 식사를 할 것을 권했다. 하지만 가타리나는 자신의 몸이 이미 병들었기 때문에 식사하는 것이 불가능하다고 밝혔다. 1380년 초부터 가타리나는 음식은 물론 물조차 입에 대지 못했다. 같은 해 2월 26일 그녀는 다리를 움직이지 못하게 되었다. 가타리나는 1380년 4월 29일 뇌졸중으로 8일 동안 고생한 끝에 “성혈, 성혈, 성혈” 이라고 중얼거리다가 33세의 나이에 로마에서 선종했다.

## 공경

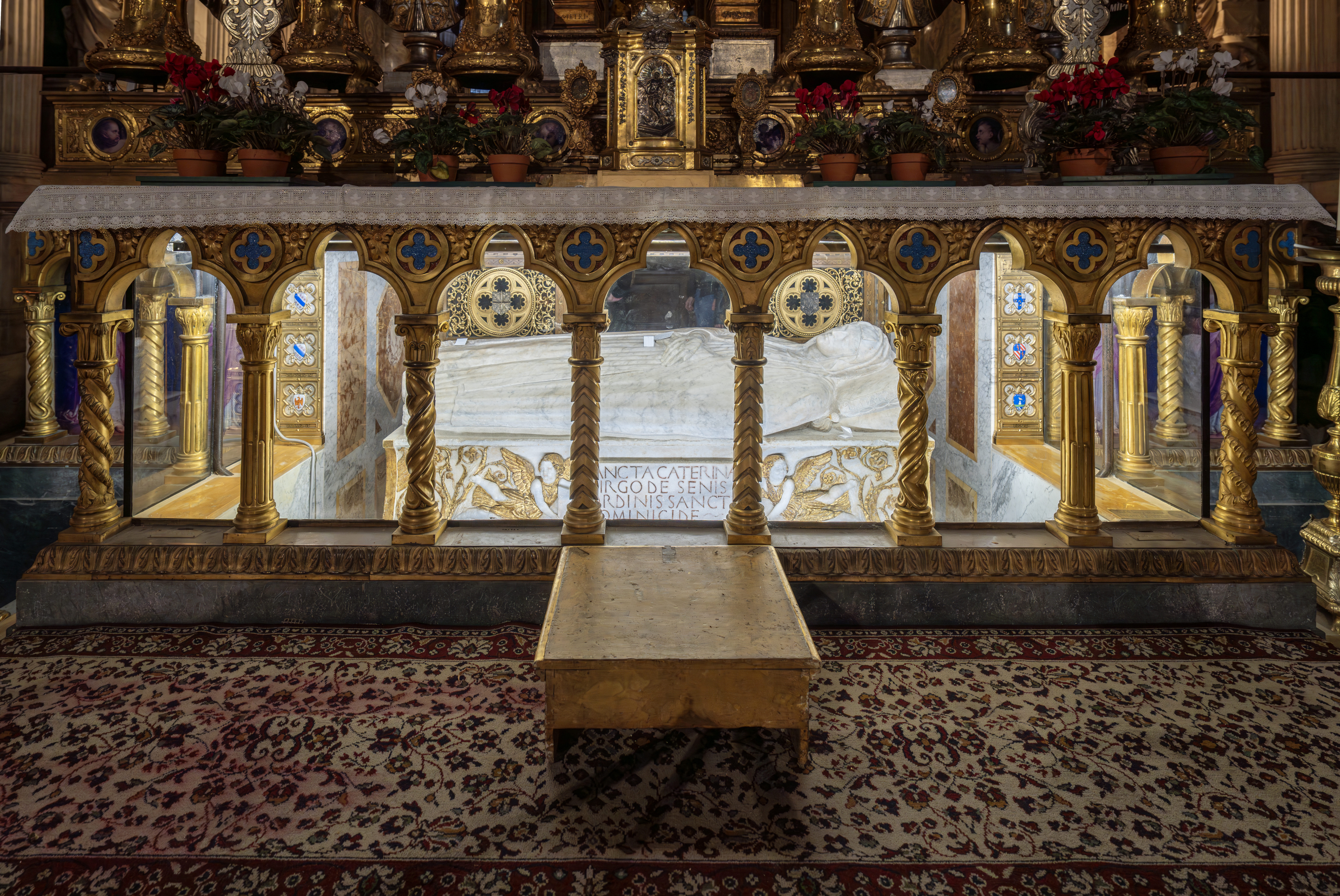
산타 마리아 소프라 미네르바 성당의 중앙 제대 밑에 있는 성녀 가타리나의 석관

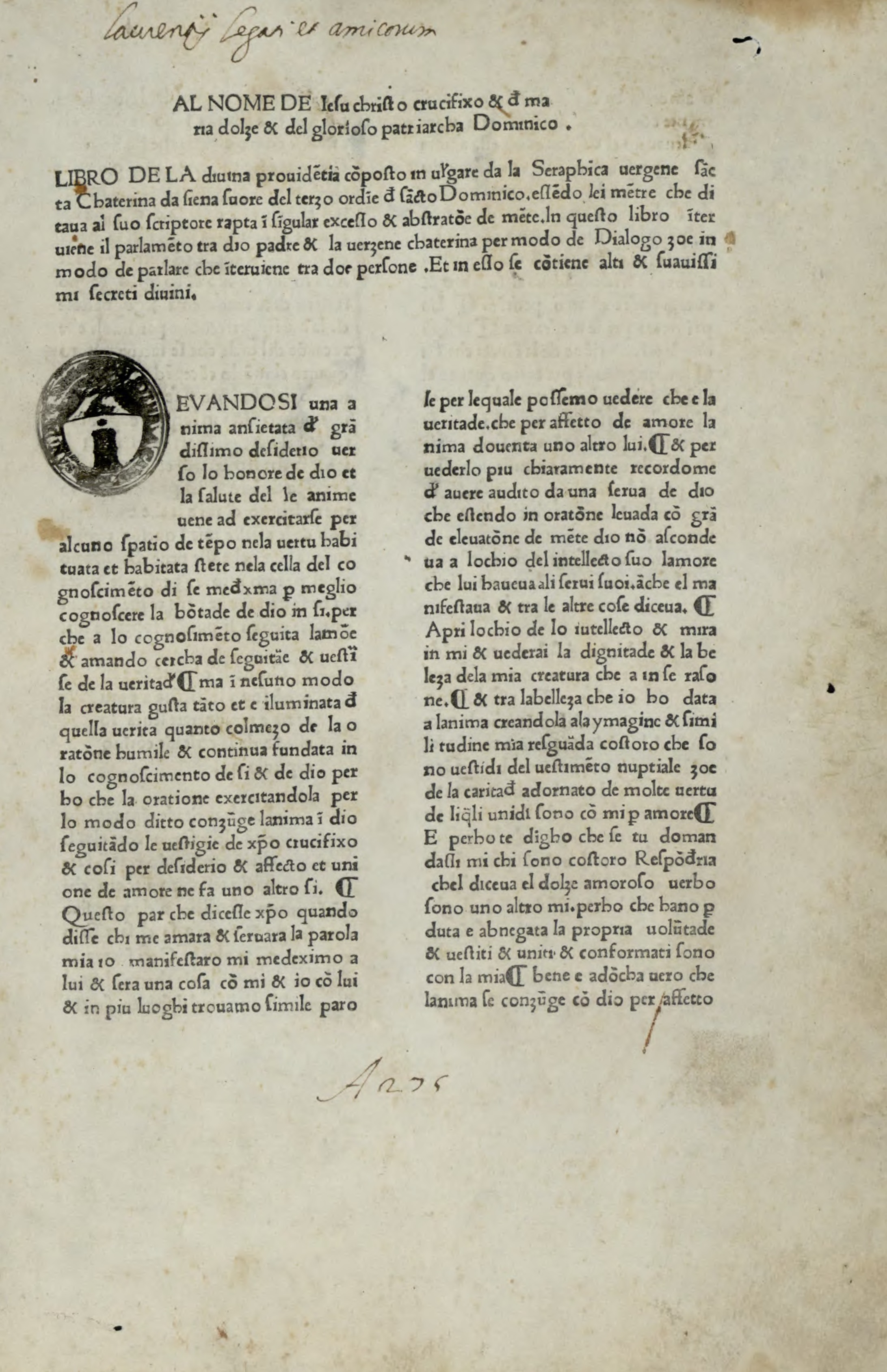
Libro della divina dottrina, c. 1475

가타리나는 선종 후에 판테온 근처에 있는 산타 마리아 소프라 미네르바 성당에 딸린 묘지에 매장되었다. 그녀의 무덤에서 기적들이 일어난다는 보고가 있은 후, 레이문도는 그녀의 시신을 산타 마리아 소프라 미네르바 성당 안으로 이장하였다.
그러나 그녀의 머리는 시신으로부터 따로 분리되어 금박을 입힌 청동 흉상에 부착되었다. 이 흉상은 훗날 시에나로 가서 도미니코회 성당까지 이어진 긴 시가지 행렬을 통해 운반되었다. 행렬 대열 중 흉상의 뒤에는 가타리나의 어머니인 라파가 있었는데, 그녀는 89세까지 생존하였다. 그녀는 죽기 전에 자기 자녀들의 대부분은 물론 몇몇 손주들의 죽음까지 봤다. 그녀는 카푸아의 레이문도가 자기 딸의 전기를 쓰는 것을 도와주었는데, 이 때 그녀는 “나는 이 날이 올 때까지 하느님께서 내 영혼이 내 몸에서 빠져나오지 않도록 붙들어 주셨다고 생각한다.”고 말했다. 가타리나의 부패되지 않은 머리와 엄지손가락은 시에나의 산 도메니코 성당에 안치된 이후, 오늘날까지 남아 있다.
교황 비오 2세는 1461년 6월 29일 시에나에서 가타리나를 시성하였다.
1970년 8월 3일에는 교황 바오로 6세에 의해 가타리나와 아빌라의 데레사에게 교회학자라는 칭호가 부여되었는데, 이 칭호를 부여받은 영광을 누린 여자 성인은 이 두 사람이 최초이다.

### 수호성인
1866년 4월 13일 교황 비오 12세는 교령을 통해 시에나의 가타리나를 로마의 공동 수호성인으로 선언하였다. 그리고 1939년 6월 18일에는 아시시의 프란치스코와 함께 이탈리아의 공동 수호성인으로 지정하였다.
1999년 10월 1일 교황 요한 바오로 2세는 가타리나를 스웨덴의 비르지타, 십자가의 데레사 베네딕타와 함께 유럽의 수호성인 가운데 한 명으로 선포하였다.

## 저서
가타리나가 생전에 쓴 저술로는 세 종류가 전해져오고 있다.
- 첫 번째는 그녀의 주요 저작으로 취급되는 《하느님의 섭리에 대한 대화집》이다. 이 책은 1377년 10월부터 1378년 11월까지 쓰여진 것으로 추정된다. 가타리나의 동시대 사람들은 한결같이 이 책의 많은 부분이 가타리나가 탈혼 상태에 빠져있을 때 그녀의 입에서 나온 말을 받아 적은 것이라고 증언했다. 물론 이 책의 많은 부분은 훗날 가타리나가 나중에 다시 재편집을 했을 가능성이 있는 것으로 보인다.[29] 이 책은 하느님과 하느님께 나아가는 영혼 사이의 대화 형식으로 구성되어 있다.
- 가타리나가 쓴 서신들은 훌륭한 초기 토스카나어 문학 가운데 하나로 여겨지고 있다. 그녀는 1377년에 글 쓰는 법을 배우기는 했지만, 그녀의 서신 대부분은 그녀의 말을 필경사가 받아 적은 것이다. 현재 그녀의 서신은 300통 이상 남아 있다. 교황에게 보낸 서신에서 가타리나는 교황에게 말할 때 ‘성하(聖下)’라는 공식적으로 부르는 칭호 대신에 다정하게 그냥 ‘교황님(Papa)’이라고 자주 불렀다. 이 밖에도 그녀와 서신을 주고 받은 인물로는 카푸아의 레이문도를 비롯한 여러 고해 사제들, 프랑스와 헝가리의 국왕들, 악명 높은 상인 조반니 아구토, 나폴리의 왕비, 밀라노의 비스콘티 가문 귀족들, 기타 종교인들이 있었다.가타리나의 서신들 가운데 3분의 1 가량은 여성에게 보낸 것이다.
- 가타리나는 26가지의 기도문을 남겼는데, 대부분은 그녀가 임종 전 약 18개월 동안 쓴 것이다.